# Pallavolo Aragona 2021-2022
Questa voce raccoglie le informazioni riguardanti la Pallavolo Aragona nelle competizioni ufficiali della stagione 2021-2022.

## Stagione
Nella stagione 2021-22 la Pallavolo Aragona assume la denominazione sponsorizzata di Seap Dalli Cardillo Aragona.
Partecipa per la quarta volta alla Serie A2 terminando il girone A della regular season di campionato al decimo posto in classifica. Posizione che ne determina l'accesso alla pool salvezza che chiude al secondo posto in classifica conquistando la permanenza in serie A2.

## Organigramma
Area direttiva
- Presidente: Nino Di Giacomo
- Vice presidente: Gaetano Collura
- Responsabile amministrativo: Stefania Di Giacomo
- Team Manager: Giorgio Messina
- Responsabile logistica: Vincenzo Mistretta
- Segreteria e Covid Manager: Maria Cristina Cipolla
- Addetto arbitri: Giusy Cultrera

Area tecnica
- Allenatore: Stefano Micoli (fino al 14 febbraio 2022), Pasqualino Giangrossi (dal 17 febbraio 2022)
- Allenatore in seconda: Danilo Turchi (fino al 10 febbraio 2022), Fabio Tisci (dall'11 febbraio 2022)
- Scout man: Simona Galluzzo
- Responsabile settore giovanile: Carina Gotte, Francesca Scollo

Area comunicazione
- Addetto stampa: Davide Sardo
- Social media manager: Salvatore Barresi
- Fotografo: Vincenzo Meli
- Speaker: Liborio Salamone

Area marketing
- Responsabile marketing: Alessandro Cardella
- Addetto allo store: Chiara Caci, Vincenzo Messina

Area sanitaria
- Staff medico: Alice Mirasola, Maria Concetta Rotolo
- Preparatore atletico: Massimo Catalano
- Fisioterapista: Maurizio Boschetti
- Massaggiatore: Francesca Cusumano

## Rosa
| N° | Nome              | Ruolo | Data di nascita   | Nazionalità sportiva |
| -- | ----------------- | ----- | ----------------- | -------------------- |
| 1  | Alessia Bisegna   | C     | 9 aprile 2003     | Italia               |
| 3  | Nadine Zech       | S     | 3 luglio 2003     | Italia               |
| 4  | Fabiola Ruffa     | L     | 2 novembre 2000   | Italia               |
| 5  | Valeria Caracuta  | P     | 14 dicembre 1987  | Italia               |
| 7  | Martina Casarotti | P     | 20 marzo 2003     | Italia               |
| 8  | Irene Zonta       | O     | 14 settembre 1996 | Italia               |
| 9  | Benedetta Cometti | C     | 18 agosto 2000    | Italia               |
| 11 | Michela Negri     | C     | 10 gennaio 2003   | Italia               |
| 12 | Danijela Džaković | S     | 4 maggio 1994     | Montenegro           |
| 13 | Sara Stival       | O     | 27 marzo 2001     | Italia               |
| 14 | Serena Moneta     | S     | 17 dicembre 1990  | Italia               |
| 18 | Federica Vittorio | L     | 8 dicembre 1991   | Italia               |

## Mercato
| Acquisti | Acquisti          | Acquisti             | Acquisti   |
| R.       | Nome              | da                   | Modalità   |
| -------- | ----------------- | -------------------- | ---------- |
| C        | Alessia Bisegna   | Academy Sassuolo     | definitivo |
| P        | Martina Casarotti | Pro Victoria         | definitivo |
| C        | Benedetta Cometti | Vallecamonica Sebino | definitivo |
| S        | Danijela Džaković | Branik               | definitivo |
| C        | Michela Negri     | Pro Victoria         | definitivo |
| S        | Nadine Zech       | Chions Fiume         | definitivo |
| O        | Irene Zonta       | Hermaea              | definitivo |

| Cessioni | Cessioni              | Cessioni             | Cessioni   |
| R.       | Nome                  | a                    | Modalità   |
| -------- | --------------------- | -------------------- | ---------- |
| P        | Martina Baruffi       | Garlasco             | definitivo |
| S        | Allison Beltrame      | Aduna Padova         | definitivo |
| C        | Francesca Borelli     | Trevi                | definitivo |
| S        | Elena Cappelli        | Arena Verona         | definitivo |
| P        | Gaia Dallamico        | Effe Isernia         | definitivo |
| P        | Maddalena Michieletto | Grotte di Castellana | definitivo |
| S        | Serena Moneta         | Academy Sassuolo     | definitivo |
| C        | Barbara Murri         | Terrasini            | definitivo |
| S        | Giorgia Silotto       | Amando               | definitivo |

## Risultati

### Serie A2

#### Girone di andata
| 1ª Giornata - 10 ottobre 2021 Palestra Comunale, Golfo Aranci                   | Hermaea          | 3 - 2 | Aragona           | 20-25, 20-25, 25-21, 25-21, 15-12 |
| 2ª Giornata - 17 ottobre 2021 PalaMoncada, Porto Empedocle                      | Aragona          | 1 - 3 | Marsala           | 22-25, 21-25, 25-23, 22-25        |
| 3ª Giornata - 24 ottobre 2021 Palazzetto dello Sport, San Giovanni in Marignano | Adolfo Consolini | 3 - 0 | Aragona           | 25-11, 25-15, 25-14               |
| 4ª Giornata - 1º dicembre 2021 PalaMoncada, Porto Empedocle                     | Aragona          | 1 - 3 | Futura Giovani    | 14-25, 15-25, 27-25, 20-25        |
| 5ª Giornata - 3 novembre 2021 PalaMoncada, Porto Empedocle                      | Aragona          | 1 - 3 | Olimpia Teodora   | 17-25, 25-19, 20-25, 15-25        |
| 6ª Giornata - 7 novembre 2021 Palazzetto dello Sport, Lanciano                  | Altino           | 1 - 3 | Aragona           | 20-25, 19-25, 28-26, 20-25        |
| 7ª Giornata - 13 novembre 2021 PalaMoncada, Porto Empedocle                     | Aragona          | 2 - 3 | Millenium Brescia | 25-23, 25-19, 19-25, 19-25, 11-15 |
| 8ª Giornata - 17 novembre 2021 Palestra Santissima Consolata, Sassuolo          | Academy Sassuolo | 3 - 1 | Aragona           | 25-19, 27-25, 23-25, 25-21        |
| 9ª Giornata - 21 novembre 2021 PalaMoncada, Porto Empedocle                     | Aragona          | 0 - 3 | Helvia Recina     | 15-25, 14-25, 16-25               |
| 10ª Giornata - 27 novembre 2021 PalaMoncada, Porto Empedocle                    | Aragona          | 3 - 1 | Assitec           | 25-23, 25-22, 18-25, 25-18        |

#### Girone di ritorno
| 11ª Giornata - 19 dicembre 2021 PalaMoncada, Porto Empedocle           | Aragona           | 1 - 3 | Hermaea          | 20-25, 25-23, 18-25, 19-25 |
| 12ª Giornata - 26 dicembre 2021 PalaBellina, Marsala                   | Marsala           | 3 - 1 | Aragona          | 26-24, 25-14, 29-31, 25-19 |
| 13ª Giornata - 16 febbraio 2022 PalaMoncada, Porto Empedocle           | Aragona           | 0 - 3 | Adolfo Consolini | 14-25, 20-25, 17-25        |
| 14ª Giornata - 16 gennaio 2022 PalaBorsani, Castellanza                | Futura Giovani    | 3 - 0 | Aragona          | 25-22, 25-21, 25-22        |
| 15ª Giornata - 23 febbraio 2022 PalaCosta, Ravenna                     | Olimpia Teodora   | 3 - 1 | Aragona          | 25-27, 25-18, 25-12, 25-13 |
| 16ª Giornata - 30 gennaio 2022 PalaMoncada, Porto Empedocle            | Aragona           | 3 - 0 | Altino           | 25-23, 25-14, 27-25        |
| 17ª Giornata - 6 febbraio 2022 PalaGeorge, Montichiari                 | Millenium Brescia | 3 - 1 | Aragona          | 23-25, 25-15, 25-20, 25-11 |
| 18ª Giornata - 13 febbraio 2022 PalaMoncada, Porto Empedocle           | Aragona           | 3 - 0 | Academy Sassuolo | 25-23, 26-24, 25-18        |
| 19ª Giornata - 20 febbraio 2022 PalaFontescodella, Macerata            | Helvia Recina     | 3 - 0 | Aragona          | 25-16, 25-14, 25-20        |
| 20ª Giornata - 27 febbraio 2022 PalaIaquaniello, Sant'Elia Fiumerapido | Assitec           | 3 - 0 | Aragona          | 25-16, 27-25, 25-23        |

#### Pool Salvezza

##### Andata
| 1ª Giornata - 19 marzo 2022 Centro Pavesi, Milano        | Club Italia | 3 - 0 | Aragona | 25-11, 25-22, 25-10        |
| 2ª Giornata - 27 marzo 2022 PalaMoncada, Porto Empedocle | Aragona     | 3 - 0 | Vicenza | 25-18, 33-31, 25-22        |
| 3ª Giornata - 2 aprile 2022 PalaCatania, Catania         | Sicilia     | 3 - 1 | Aragona | 25-23, 25-18, 22-25, 25-20 |
| 4ª Giornata - 9 aprile 2022 PalaRizza, Modica            | Modica      | 1 - 3 | Aragona | 25-17, 23-25, 21-25, 17-25 |

##### Ritorno
| 1ª Giornata - 16 aprile 2022 PalaMoncada, Porto Empedocle        | Aragona | 3 - 1 | Club Italia | 27-25, 10-25, 25-18, 25-20       |
| 2ª Giornata - 24 aprile 2022 Palasport Città di Vicenza, Vicenza | Vicenza | 1 - 3 | Aragona     | 25-8, 23-25, 25-27, 22-25        |
| 3ª Giornata - 30 aprile 2022 PalaMoncada, Porto Empedocle        | Aragona | 2 - 3 | Sicilia     | 20-25, 27-29, 25-20, 25-18, 7-15 |
| 4ª Giornata - 7 maggio 2022 PalaMoncada, Porto Empedocle         | Aragona | 3 - 1 | Modica      | 21-25, 25-22, 25-19, 25-16       |

## Statistiche

### Statistiche di squadra
| Competizione | Punti | In casa | In casa | In casa | In trasferta | In trasferta | In trasferta | Totale | Totale | Totale |
| Competizione | Punti | G       | V       | P       | G            | V            | P            | G      | V      | P      |
| ------------ | ----- | ------- | ------- | ------- | ------------ | ------------ | ------------ | ------ | ------ | ------ |
| Serie A2     | 30    | 14      | 6       | 8       | 14           | 3            | 11           | 28     | 9      | 19     |
| Totale       | -     | 14      | 6       | 8       | 14           | 3            | 11           | 28     | 9      | 19     |

G = partite giocate; V = partite vinte; P = partite perse 

### Statistiche dei giocatori
| Giocatore    | Serie A2 | Serie A2 | Serie A2 | Serie A2 | Serie A2 | Totale | Totale | Totale | Totale | Totale |
| Giocatore    | P        | PT       | AV       | MV       | BV       | P      | PT     | AV     | MV     | BV     |
| ------------ | -------- | -------- | -------- | -------- | -------- | ------ | ------ | ------ | ------ | ------ |
| A. Bisegna   | 26       | 59       | 32       | 15       | 12       | 26     | 59     | 32     | 15     | 12     |
| V. Caracuta  | 26       | 45       | 18       | 19       | 8        | 26     | 45     | 18     | 19     | 8      |
| M. Casarotti | 19       | 11       | 1        | 7        | 3        | 19     | 11     | 1      | 7      | 3      |
| B. Cometti   | 20       | 125      | 85       | 24       | 16       | 20     | 125    | 85     | 24     | 16     |
| D. Džaković  | 28       | 509      | 430      | 49       | 30       | 28     | 509    | 430    | 49     | 30     |
| S. Moneta    | 10       | 102      | 88       | 8        | 6        | 10     | 102    | 88     | 8      | 6      |
| M. Negri     | 28       | 133      | 70       | 48       | 15       | 28     | 133    | 70     | 48     | 15     |
| F. Ruffa     | 22       | 9        | 8        | 0        | 1        | 22     | 9      | 8      | 0      | 1      |
| S. Stival    | 20       | 304      | 260      | 22       | 22       | 20     | 304    | 260    | 22     | 22     |
| F. Vittorio  | 27       | 0        | 0        | 0        | 0        | 27     | 0      | 0      | 0      | 0      |
| N. Zech      | 16       | 133      | 117      | 9        | 7        | 16     | 133    | 117    | 9      | 7      |
| I. Zonta     | 26       | 141      | 119      | 17       | 5        | 26     | 141    | 119    | 17     | 5      |

P = presenze; PT = punti totali; AV = attacchi vincenti; MV = muri vincenti; BV = battute vincenti